# Александра Степанова
Александра Николајевна Степанова (рус. Александра Николаевна Степанова; 19. август 1995) руска је уметничка клизачица. Такмичи се у категорији плесних парова.
Са својим плесним партнером, Иваном Букином, је петострука освајачица медаљe на Европским првенствима (сребро 2019 и 2022, бронза 2015, 2018 и 2020) и двострука руска национална шампионка. Као јуниори, Степанова и Букин били су светски шампиони 2013. године и руски национални шампиони 2014. године.

## Приватни живот
Рођена 19. августа 1995. године у Санкт Петербургу. Њена мајка је некадашња одбојкашица, а тата брзи клизач. Као своје хобије наводи позориште, балет и кување.

## Каријера

### Почетак каријере
Уметничким клизањем се почела бавити 1999. године. Као индивидуална клизачица, имала је проблема са скоковима због дугачких ногу, па су је тренери упутили на плесне парове. Пошто није било ниједне школе плеса у Санкт Петербургу, преселила се у Москву. Тренери Ирина Жук и Александар Свинин упарили су је са Букином 2007. године.
У сезони 2010/2011 први пут су наступили као пар на јуниорским такмичењима из Гран При серије. Наступили су на такмичењима у Француској и Јапану и на оба победили. Ово им је омогућило да се квалификују за финално такмичење сезоне, где су освојили бронзану медаљу.
Следеће сезоне, поновили су свој успех и победили на јуниорским такмичењима из Гран При серије у Румунији и Италији. На финалном такмичењу сезоне, поновно освајају бронзану медаљу.
Исте сезоне, учествовали су на јуниорском шампионату Русије, где освајају сребрену медаљу и квалификују се за светски јуниорски шампионат. На светском шампионату освајају сребрену медаљу.

### Сезона 2012−2013: Светска јуниорска титула
Степанова и Букин освојили су златне медаље на тамичењима из Гран При серије у Турској и Немачкој, што их је квалификовало за финално такмичење сезоне у Сочију. На свом трећем појављивању освојили су златну медаљу.
Са јуниорског шампионата Русије повукли су се звог прехладе Букина. На светском шампионату освајају златну медаљу. После овог тамичења, плесни пар и њихови тренери започињу дискусију о прелазу у сениорску категорију.

### Сезона 2013−2014: Сениорски деби
У сезони 2013−2014 настављају да се такмиче у категорији јуниора, али и по први пут наступају у категорији сениора.
На Зимској универзијади 2013. освојили су треће место.
На шампионату Русије наступају у обе категорије. У јуниорској категорији освајају златну медаљу, док у сениорској заузимају шесто место. На светском шампионату нису учествовали због болести.

### Сезона 2014−2015: Европска бронза
Сезону започињу наступом на челенџер тамичењу Финландија, где освајају своју прву златну медаљу у категорији сениора.
На шампионату Русије освајају бронзану медаљу. Наступају и на шампионату Европе у Шведској, где освајају бронзану медаљу.
Сезону завршавају учешћем на светском шампионату у Шангају. У кратком програму, због пада Степановне заузимају четрнаесто место. У слободном плесу остварују свој лични рекорд по броју поена и заузимају седмо место. У укупном пласману завршавају на деветом месту.

### Сезона 2015−2016
У току сезоне учествовали су на два такмичења из Гран При серије. На првом такмичењу у Паризу пласирају се на позицију три након кратког програма. Овај резултат води се и као укупни, јер је осататак такмичења отказан због терористичких напада. Затум учествују на такмичењу у Јапану, где се пласирају на четврту позицију.
На руском националном шампионату освојили су бронзану медаљу, док су на европском шампионату били пласирани на пето место. На светски шампионат позвани су као замена за Екатарину Боброву и Димитрија Соловјева, који су дисквалификовани због употребе недозвољених супстанци. Такмичење су завришили на једанаестом месту.

### Сезона 2016−2017
Сезону су започели на на челеџер такмичењу Финландија. Тамичење освајају након што су се пласирали први и у кратком и у слободном плесу. Овај наступ доноси им нови лични рекорд по броју поена.
Учествују на два такмичења из Гран При серије. На такмичењу у Канади пласирају се на пето место, а на тамичењу у Кини освајају бронзану медаљу.
У децембру учествују на руском националном шампионату и освајају сребрену медаљу. Затим се такмиче на европском шампионату где освајају пето место, као и на светском шампионату где освајају десето место.

### Сезона 2017−2018: Друга европска бронза
Сезону поново започињу на такмичењу Финландија, где сада освајају сребрену медаљу.
На такмичењима из Гран При серије освајају две бронзе, прву на тамичењу у Москви, а другу на такмичењу у Француској.
На руском националном шампионату освајају сребрену медаљу, а на европском шампионату бронзану. На светском шампионату завршавају на седмом месту.
Нису учествовали на Зимским олимпијским играма 2018. године, јер се Букин није нашао на листи спортиста позваних да учествују.

### Сезона 2018−2019: Европско сребро
Започели су сезону освајањем златне медаље и постављањем новог личног рекорда са 200.78 поена на тамичењу Финландија.
У новембру 2018, на тамичењу из Гран При серије у Хелсинкију освајају своје прво злато на турнирима ове серије у сениорској категорији, након што су се пласирали на прво место у оба плеса. Другу титулу освајају две седмице касније на такмичењу у Москви. Са две златне медаље квалификовали су се за финале Гран Прија 2018, где су завршили као четврти.
На шампионату Русије су освојили трећу узастопну сребрну медаљу. На европском шампионату су освојили сребрну медаљу и поставили лични рекорд у кратком програму. На светском шампионату су били трећи после кратког програма, али су пали на четврто место после слободног програма.

### Сезона 2019−2020: Трећа европска бронза
Сезону су започели на Купу Америке освојивши сребрну медаљу. Другу сребрну медаљу освојили су на тамичењу у Јапану. Овај резултат омогућио им је учешће на финалном тамичењу Гран при серије, где су освојили четврто место.
На шампионату Русије заузели су прво место у кратком плесу и друго место у слободном плесу. У укупном пласману били су други. На европском шампионату освојили су бронзану медаљу. Требали су да се такмиче на светском шампионату, али је такмичење отказано због пандемије вируса ковид 19.

### Сезона 2020−2021: Прва титула на националном шампионату
Требали су учествовати на такмичењу из Гран При серије у Москви, али се повлаче због избијања заразе вируса ковид 19 у клизалишту где тренирају.
На руском шампионату освајају своју први златну медаљу на овом такмичењу. Европски шампионат није одржан због пандемије вируса ковид 19. На светском шампионату су заузели пето место.

### Сезона 2021−2022: Олимпијске игре у Пекингу
Сезону је требало да започну на такмичењу Финландија, али су учешће отказали пар дана пре самог догађаја, наводећи недовољно времена за припрему као разлог.
По почетној расподели требало је да наступе на такмичењу из Гран При серије у Кини, али пошто је турнир отказан пребачени су на такмичење у Италији. Освајају треће место. Треће место освајају и на Гран При такмичењу у Паризу.
На руском националном шампионату пласирају се на другу позицију након кратког плеса. Након што се првопласирани пар Синицина и Кацалапов повукао са такмичења због здравствених проблема, Степанова и Букин лако освајају златну медаљу. На европском шампионату освајају сребрену медаљу.
На Олимпијади у Пекингу пласирају се на пето место након кратком плеса. Слободни плес завршавају на осмом месту, након веће грешке на крају самог наступа. У укупном пласману заузимају шесто место.

## Програми наступа
| Сезона    | Кратки програм | Слободни програм | Егзибиција                                                            |
| --------- | --- | --- | --------------------------------------------------------------------- |
| 2021–2022 | - Хип-хоп Everybody (ремиксована верзија) Backstreet Boys - Блуз: Monster Шон Мендес и Џастин Бибер - Хип-хоп Everybody (ремиксована верзија) Backstreet Boys           | - We Have a Map of the Piano Мум - A Time for Us песма Нине Рота у извођењу Саре Алејн (из филма Ромео и Јулија)                                         | - Someone You Loved Луис Капалди                                      |
| 2020–2021 | - Квикстеп: Sparkling Diamonds Никол Кидман (из Мулен ружа!) - Блуз: The Show Must Go On песма групе Квин у извођењу Џимa Бродбентa и Никол Кидман (из Мулен ружа!)     | - Примавера Лудовико Еинауди - Cry Me a River Џастин Тимберлејк                                                                                          |                                                                       |
| 2019–2020 | - Квикстеп: Sparkling Diamonds Никол Кидман (из Мулен ружа!) - Блуз: Your Song песма Елтона Џона у извођењу Јуан Мекгрегор (из Мулен ружа!)                             | - Примавера Лудовико Еинауди - Cry Me a River Џастин Тимберлејк                                                                                          |                                                                       |
| 2018–2019 | - Paso Doble: Malaguena Бласт - Танго: Tango Suite Part III Ал Ди Меол - Танго: Прича од Кармен Едит Пјаф                                                               | - Am I the One Бет Харт | - 2U Дејвид Гета и Џастин Бибер - Свеча горела на столе… Ала Пугачева |
| 2017–2018 | - Румба: Espérame en el Cielo Мајте Мартин - Самба: L'Ombelico Del Mondo Јованоти - Румба: Chandelier (ремиксована верзија) Сија Ферлер - Самба: Samba Do Brasil Белини | - Тема из серије Љубавна прича - Love's Dream Рик Вејкман - Liebestraum No. 3 in A-Flat Minor, S. 541 композиција Франца Листа у извођењу Мартина Џоунса | - Fight Ник Хауард - Клавирска соната бр. 14 Бетовен                  |
| 2016–2017 | - Блуз: At Last - Хип хоп: Bills Ланчмани Луиса | - Libertango Астор Пијацола - Estaciones Porteñas Астор Пијацола - Verano Porteño - Primavera Porteña - Libertango Астор Пијацола                        | - All Alone Гајр Ронинг и Роберт Велс                                 |
| 2015–2016 | - Валцер и фокстрот: The Stunt Man Доминик Фронтије | - Rachmaninoff's Revenge Фреди Меркјури и Монсерат Кабаље                                                                                                | - All Alone Гајр Ронинг и Роберт Велс                                 |
| 2014–2015 | - Paso doble: España cañí Ерих Куенцел | - Eleanor Rigby песма Битлса у извођењеу Џошуе Бела и Франки Морено                                                                                      | - I Surrender Селин Дион                                              |
| 2013–2014 | - Квикстеп: I Can't Touch It - Фокстрот: Sixteen Tons - Квикстеп: Big and Bad                                                                                           | - Hansel & Gretel: Witch Hunters Атли Оварсон |                                                                       |
| 2012–2013 | - Swing, Swing, Swing - Boogie All Night Long - Blues | - Flamenco Болеро Густавo Монтесанo | - I Surrender Селин Дион                                              |
| 2011–2012 | - Caramelo - La Colegiala | - Live and Let Die Пол Макартни | - The Pink Panther Хенри Манцини                                      |
| 2010–2011 | - Валцер: Фауст Симфонија Франц Лист - Танго: Tanguera Секстет Мајор | - The Pink Panther Хенри Манцини |                                                                       |
| 2009–2010 | - Porushka-Paranya Беринг Стрејт | - Kiss of Fire Катерина Валента |                                                                       |